# دون ألبرت
دون ألبرت (بالإنجليزية: Don Albert)‏ هو عازف جاز أمريكي، ولد في 5 أغسطس 1908 في نيو أورلينز في الولايات المتحدة، وتوفي في 4 مارس 1980 في سان أنطونيو في الولايات المتحدة.

## وصلات خارجية
- دون ألبرت على موقع ميوزك برينز (الإنجليزية)
- دون ألبرت على موقع أول ميوزيك (الإنجليزية)